# 북대서양 조약 기구 회원국

파란색으로 표시된 북대서양 조약 기구(NATO) 회원국

북대서양 조약 기구(NATO) 회원국 연대표 - 진한 파란색이 원래의 북대서양 조약 기구(NATO) 회원국. 옅은 파란색이 새로운 회원국.

북대서양 조약 기구 회원국(北大西洋條約機構會員國, 영어: Member states of NATO)은 북대서양 조약 기구(NATO)에 가입한 국가들을 이른다. 북대서양 조약 기구는 냉전 시대 당시 동유럽권 공산주의 세력에 대항하기 위하여 창설된 북아메리카와 유럽 국가로 구성된 군사 동맹체이자 일종의 국방 조직이다. 창설 당시에는 사회주의 냉전 체제의 맹주였던 소련에서부터 막기 위해서 창설되었다.
또한, NATO는 1949년 4월 4일 북대서양 조약의 서명에 기초하여 설립되었다.
북대서양 조약의 5조는 전체 회원국 가운데 어느 한 국가에서 무장 공격이 발생하면 이는 모든 회원국에 대한 공격으로 간주하고 다른 모든 회원국이 필요하다면 군사력을 사용하여 공격받은 회원국을 도와주는 집단 방위 원칙을 따르고 있다.
북대서양 조약 기구의 32개 회원국은 북아메리카 2개 국가(미국·캐나다), 유럽 30개 국가이며, 아이슬란드를 제외한 모든 회원국들이 일반 정식 군대를 조직하고 있다.

## 가입 국가
| 국기 | 지도 | 회원국       | 수도         | 가입일          | 인구        | 면적                          |
| ---- | ---- | ------------ | ------------ | --------------- | ----------- | ----------------------------- |
|      |      | 그리스       | 아테네       | 1952년 2월 18일 | 10,569,703  | 131,957 km2 (50,949 mi2)      |
|      |      | 네덜란드     | 암스테르담   | 1949년 8월 24일 | 17,337,403  | 41,543 km2 (16,040 mi2)       |
|      |      | 노르웨이     | 오슬로       | 1949년 8월 24일 | 5,509,591   | 323,802 km2 (125,021 mi2)     |
|      |      | 덴마크       | 코펜하겐     | 1949년 8월 24일 | 5,894,687   | 42,943 km2 (16,580 mi2)       |
|      |      | 독일         | 베를린       | 1955년 5월 8일  | 79,903,481  | 357,022 km2 (137,847 mi2)     |
|      |      | 라트비아     | 리가         | 2004년 3월 29일 | 1,862,687   | 64,589 km2 (24,938 mi2)       |
|      |      | 루마니아     | 부쿠레슈티   | 2004년 3월 29일 | 21,230,362  | 238,391 km2 (92,043 mi2)      |
|      |      | 룩셈부르크   | 룩셈부르크   | 1949년 8월 24일 | 639,589     | 2,586 km2 (998 mi2)           |
|      |      | 리투아니아   | 빌뉴스       | 2004년 3월 29일 | 2,711,566   | 65,300 km2 (25,212 mi2)       |
|      |      | 몬테네그로   | 포드고리차   | 2017년 6월 5일  | 607,414     | 13,812 km2 (5,333 mi2)        |
|      |      | 미국         | 워싱턴 D.C.  | 1949년 8월 24일 | 334,998,398 | 9,833,520 km2 (3,796,743 mi2) |
|      |      | 벨기에       | 브뤼셀       | 1949년 8월 24일 | 11,778,842  | 30,528 km2 (11,787 mi2)       |
|      |      | 북마케도니아 | 스코페       | 2020년 3월 27일 | 2,128,262   | 25,713 km2 (9,928 mi2)        |
|      |      | 불가리아     | 소피아       | 2004년 3월 29일 | 6,919,180   | 110,879 km2 (42,811 mi2)      |
|      |      | 스웨덴       | 스톡홀름     | 2024년 3월 7일  | 10,540,886  | 450,295 km2 (173,860 mi2)     |
|      |      | 스페인       | 마드리드     | 1982년 5월 30일 | 47,260,584  | 505,370 km2 (195,124 mi2)     |
|      |      | 슬로바키아   | 브라티슬라바 | 2004년 3월 29일 | 5,436,066   | 49,035 km2 (18,933 mi2)       |
|      |      | 슬로베니아   | 류블랴나     | 2004년 3월 29일 | 2,102,106   | 20,273 km2 (7,827 mi2)        |
|      |      | 아이슬란드   | 레이캬비크   | 1949년 8월 24일 | 354,234     | 103,000 km2 (39,769 mi2)      |
|      |      | 알바니아     | 티라나       | 2009년 4월 1일  | 3,088,385   | 28,748 km2 (11,100 mi2)       |
|      |      | 에스토니아   | 탈린         | 2004년 3월 29일 | 1,220,042   | 45,228 km2 (17,463 mi2)       |
|      |      | 영국         | 런던         | 1949년 8월 24일 | 67,081,000  | 243,610 km2 (94,058 mi2)      |
|      |      | 이탈리아     | 로마         | 1949년 8월 24일 | 62,390,364  | 301,340 km2 (116,348 mi2)     |
|      |      | 체코         | 프라하       | 1999년 3월 12일 | 10,702,596  | 78,867 km2 (30,451 mi2)       |
|      |      | 캐나다       | 오타와       | 1949년 8월 24일 | 37,943,231  | 9,984,670 km2 (3,855,103 mi2) |
|      |      | 크로아티아   | 자그레브     | 2009년 4월 1일  | 4,208,973   | 56,594 km2 (21,851 mi2)       |
|      |      | 튀르키예     | 앙카라       | 1952년 2월 18일 | 82,482,383  | 783,562 km2 (302,535 mi2)     |
|      |      | 포르투갈     | 리스본       | 1949년 8월 24일 | 10,263,850  | 92,090 km2 (35,556 mi2)       |
|      |      | 폴란드       | 바르샤바     | 1999년 3월 12일 | 38,185,913  | 312,685 km2 (120,728 mi2)     |
|      |      | 프랑스       | 파리         | 1949년 8월 24일 | 68,084,217  | 643,427 km2 (248,429 mi2)     |
|      |      | 핀란드       | 헬싱키       | 2023년 4월 4일  | 5,566,000   | 338,455 km2 (130,678 mi2)     |
|      |      | 헝가리       | 부다페스트   | 1999년 3월 12일 | 9,728,337   | 93,028 km2 (35,918 mi2)       |

### 내용주
1. ↑  인구 자료는 미국 중앙정보국의 월드 팩트북에 따른 2021년 7월 추정치를 기반으로 하였다.[6]
2. 1 2 3 4 5 6 7 8 9 10 11 12  NATO 창립 회원국
3. ↑  독일은 처음에 서독으로 가입하였다. 구 동독 지역은 1990년에 일어난 독일의 재통일 이후부터 NATO의 일부가 되었다.
4. ↑  북마케도니아의 인구 추정치는 월드 팩트북 중앙정보국의 국가 비교 목록에서 누락되었지만, 국가 항목에서 볼 수 있다.[9]

### 참조주
1. ↑  직접적으로 무력을 사용하지 않고, 경제ㆍ외교ㆍ정보 따위를 수단으로 하는 국제적 대립. 특히 제2차 세계 대전 이후 미국하고 소련을 중심으로 한 자본주의 & 공산주의 사이의 대립을 뜻하며, 1990년 소련의 해체에다 사회주의권의 몰락으로 양 진영 사이의 냉전 상태는 사실상 종결되었다.
2. ↑  직접적으로 무력을 사용하지 않고 경제나 외교 따위를 수단으로 하여 국제적 대립이 이루어지는 체제.
3. ↑  “Frequently Asked Questions”. North Atlantic Treaty Organization. 2008년 6월 11일. 2004년 3월 20일에 원본 문서에서 보존된 문서. 2008년 6월 16일에 확인함.
4. ↑  “The North Atlantic Treaty”. North Atlantic Treaty Organization. 1949년 4월 4일. 2004년 3월 20일에 원본 문서에서 보존된 문서. 2008년 6월 16일에 확인함.
5. ↑  “Member countries”. NATO. 2020년 3월 24일. 2020년 3월 29일에 원본 문서에서 보존된 문서. 2020년 3월 29일에 확인함.
6. ↑  “Country Comparisons — Population”. Central Intelligence Agency. 2022년 1월 1일에 확인함.
7. ↑  “Field Listing :: Area”. Central Intelligence Agency. 2014년 1월 31일에 원본 문서에서 보존된 문서. 2011년 3월 3일에 확인함.
8. ↑  “AREA”. Statistics Denmark. 2019년 4월 14일에 원본 문서에서 보존된 문서. 2022년 1월 29일에 확인함.
9. ↑  “North Macedonia — People and Society”. Central Intelligence Agency. 2022년 1월 1일에 확인함.